# Виктор Стънкулеску
Виктор Стънкулеску е румънски военен и държавен деятел, министър на отбраната на Румъния (1990 – 1991).
Завършва военно артилерийско училище в Сибиу и артилерийския факултет на военната академия в Букурещ, след което защитава аспирантура в Института по икономика и планиране.
Заместник-началник на Генералния щаб на румънската армия и началник на управлението по организация, мобилизация, планиране и повишаване квалификацията на Генералния щаб. Началник на икономическия департамент на министерството на отбраната на СРР.

Фактически ръководител на военния трибунал издал смъртните присъди на Николае Чаушеску и Елена Чаушеску, с които приключват промените в страните от Централна и Източна Европа. Полковник Бурлан твърди, че при екзекуцията генерал Виктор Стънкулеску окуражава войниците от наказателния взвод с думите: 
| „ | Хич да не ви е жал, имат два милиарда леи в банковите сметки! | “ |

След екзекуцията веднага е прекратена политиката на строги икономии.
През 1999 г. е осъден от Върховния съд на Румъния на 15 години лишаване от свобода заради използването на оръжие срещу демонстрантите в Тимишоара през декември 1989 г. По самопризнанието на Станкулеску от затвора, в планирането и провеждането на румънските събития е логистирал СССР със спецоборудване и със спецподразделение на ГРУ. 